# Bathygnathia curvirostris
Bathygnathia curvirostris är en kräftdjursart som beskrevs av Richardson 1908. Bathygnathia curvirostris ingår i släktet Bathygnathia och familjen Gnathiidae. Inga underarter finns listade i Catalogue of Life.